# Авакян, Зарик Ивановна
Зарик Ивановна Авакян (род. 1933) — армянский советский табаковод, депутат Верховного Совета СССР.

## Биография
Родилась в 1933 году. Армянка. Беспартийная. Образование среднее.
С 1950 года табаковод колхоза села Неркин Кармирахпюр Шамшадинского района Армянской ССР.
Депутат Совета Национальностей Верховного Совета СССР 9 созыва (1974—1979) от Иджеванского избирательного округа № 407 Армянской ССР. Член Комиссии по охране природы Совета Национальностей 9 созыва.